# 松平綱昌
松平 綱昌（まつだいら つなまさ）は、江戸時代前期の大名。越前国福井藩6代藩主。諱は綱宣（つなのぶ）とも。官位は従四位下・左近衛権少将。

## 生涯
寛文元年（1661年）5月8日、越前松岡藩主・松平昌勝の長男として江戸にて誕生した。母は松平定行の三女・菊姫。幼名は仙菊。4代将軍・徳川家綱より偏諱を受け綱昌を名乗る。
延宝2年（1674年）7月3日（5月12日とも）、先代藩主・松平昌親の養嗣子となる。これは昌親の代に起こった家督騒動が原因で、藩内においても昌親に対する反発があったため、昌親の兄に当たる昌勝の子・綱昌を養嗣子として藩内の鎮静化を図った処置であると推測されている。延宝3年（1675年）11月23日、元服し従四位下・侍従に叙任。越前守と名乗ったのち、延宝4年（1676年）7月21日、昌親から家督を譲られた。延宝8年（1680年）8月18日、左近衛少将に任じられた。
しかし綱昌は、延宝9年（1681年）3月に理由もなく側近を殺害するなど、次第に奇怪な行動を取り始めたと伝わる。治世においても飢饉に上手く対応できず、藩内に多数の餓死者を出した。貞享2年（1685年）には江戸城登城をも怠ったため、貞享3年（1686年）閏3月6日、幕府は綱昌の狂気を理由に蟄居を申し渡し、綱昌は江戸鳥越の屋敷へ身柄を移された。しかし、徳川家康の次男結城秀康の子孫である御家門の越前松平家を取り潰すわけにもいかず、幕府は前藩主・昌親に知行半減（25万石）というペナルティを与えた上で存続を許した。この際、附家老である府中本多家も知行半減（4万石→2万石）とされた。
綱昌はその後、江戸鳥越の屋敷に蟄居となり、幕府から給金を支給されながら元禄12年（1699年）2月11日、39歳で死去した。法名は清浄院殿明譽光巌照哲大居士。
綱昌が奇怪な行動を取った理由は不明である。そもそも前藩主の相続時から続く藩内の対立があり、その影響で前藩主である昌親の藩内権力が依然として保持されており、綱昌の思い通りに藩政が動かせなかったためとも言われている。また、昌親（派）も次第に綱昌（およびその父親である昌勝）を疎ましく思い始め、その失脚を策動していたとも言われている。
この間に福井藩は、幕府から越前国絵図の編纂を命じられ、「越前地理指南」「越前地理梗概」「越前地理便覧」の3冊を完成させている。また、儒者の野路汝謙に藩の史料の整理を命じてこれをまとめ、幕府に呈上した。

## 系譜
- 父：松平昌勝
- 母：菊姫 - 松平定行の三女
- 正室：清姫（1663年 - 1712年） - 飛鳥井雅直の娘
  - 長女：明（1680年 - 1730年） - 烏丸光栄正室
- 側室：伝武 - 竹村正光の娘
  - 長男：本多長教（1690年 - 1728年） - 本多長員の養子